# Villa Cavrois
Villa Cavrois is een modernistische villa gebouwd tussen 1929 en 1932 in Croix door de Franse architect Robert Mallet-Stevens in opdracht van Paul Cavrois, een industrieel uit Roubaix die actief was in de textielindustrie. De villa is sinds 12 december 1990 opgenomen als monument historique.

## Een modern concept
Oorspronkelijk zou de villa ontworpen worden door de architect Jacques Gréber, maar zijn voorstel om een huis in de toen populaire neo-regionalistische stijl (verwant met het eclecticisme) te bouwen werd niet goed bevonden. Paul Cavrois nam uiteindelijk Robert Mallet-Stevens in de arm nadat hij zijn werk, vooral villa Noailles, had gezien op de wereldtentoonstelling van 1925 in Parijs. De architect kreeg carte blanche voor de villa op een terrein van 5 hectare. De villa is 60 meter lang, met 1840 m² woonoppervlakte, 830 m² terrassen die uitgeven op een waterpartij van 72 meter lang. Daarnaast zijn er ook een ijsbaan en een zwembad. De villa werd ingehuldigd op 5 juli 1932, tijdens het huwelijk van een van de dochters, Geneviève.
Villa Cavrois is een schoolvoorbeeld van de modernistische visie van de jaren 20 zoals die uitgewerkt werd door ontwerpers zoals Le Corbusier, Pierre Chareau en architecten van de Bauhaus-school. In 1930 maakt Mallet-Stevens met Paul Cavrois en zijn zoon een reis naar België en Nederland. Op deze reis komt het gezelschap ook in Hilversum, waar op dat moment het stadhuis naar een ontwerp van Dudok, bijna gereed is. Of zij Willem Dudok hebben ontmoet is niet bekend, maar een jaar eerder had Mallet-Stevens de Nederlandse architect al ontmoet op de bouwplaats in Hilversum. De villa en het stadhuis tonen veel overeenkomende kenmerken. Licht, hygiëne en comfort zijn basisbegrippen. Mallet-Stevens beperkte zich niet tot de architectuur van het gebouw alleen. Hij ontwierp eveneens het interieur en de tuinen.

## Verval en heropstanding
De familie verliet de villa in 1939 en vanaf 1940 nam het Duitse leger de villa in bezit en bouwde ze om tot kazerne. Op vraag van Cavrois, die er opnieuw zijn intrek had genomen na de oorlog, werd het gebouw in 1947 door de architect Pierre Barbe aangepast aan de nieuwe levensstandaarden en -omstandigheden van de familie. Na de dood van mevrouw Cavrois in 1986 werd de villa in 1987 verkocht aan een vastgoedontwikkelaar die het park wou verkavelen. De villa zelf werd aan zijn lot overgelaten en werd snel geplunderd, gekraakt en verwoest.
In 1990 werd het geheel van de villa en het park per decreet geklasseerd als monument historique. In hetzelfde jaar nog werd een vereniging opgericht die zich richtte op het behoud en voortbestaan van de villa. Zo was deze vereniging fel gekant tegen de toenmalige bouwplannen.
De Franse staat (Ministerie van cultuur en communicatie) kocht het gebouw in 2001 en startte vanaf 2004 een eerste renovatiecampagne van zowel het gebouw als het interieur. Bij arrest van 18 december 2008 werd de villa Cavrois overgedragen aan het Centre des Monuments Nationaux (CMN) met als doel de verdere restauratie te verzekeren en het gebouw en zijn park open te stellen voor het grote publiek.
De villa werd na restauratie geopend voor het publiek op 13 juni 2015. Het doel is om het gebouw als nationaal en internationaal referentiepunt voor moderne architectuur en design in de kijker te zetten.
De globale renovatiekosten door het CMN werden oorspronkelijk op 9 miljoen euro geschat. Uiteindelijk werd 23 miljoen uitgegeven om de villa en zijn park in ere te herstellen.

## Galerij

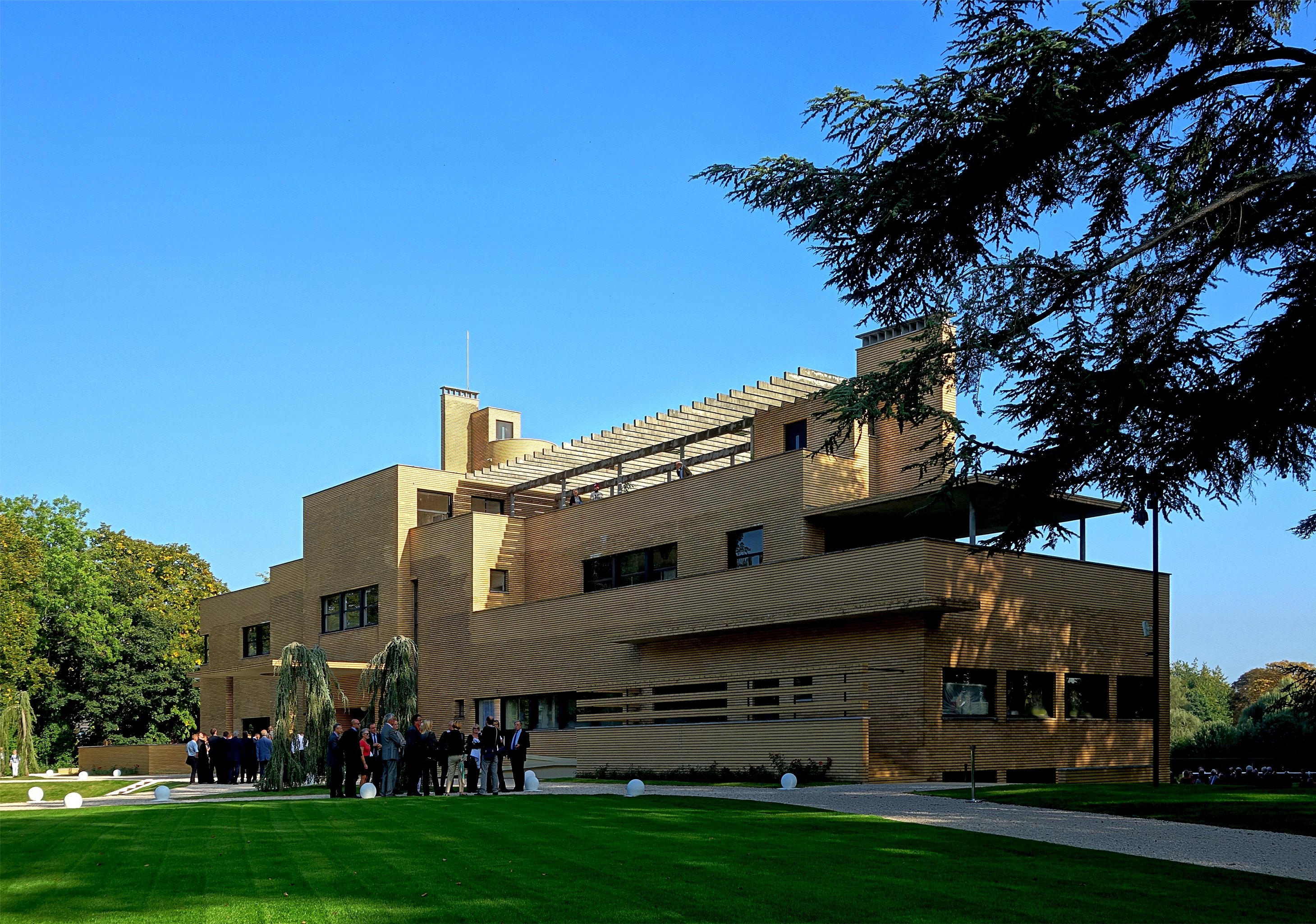
De gevel van de villa
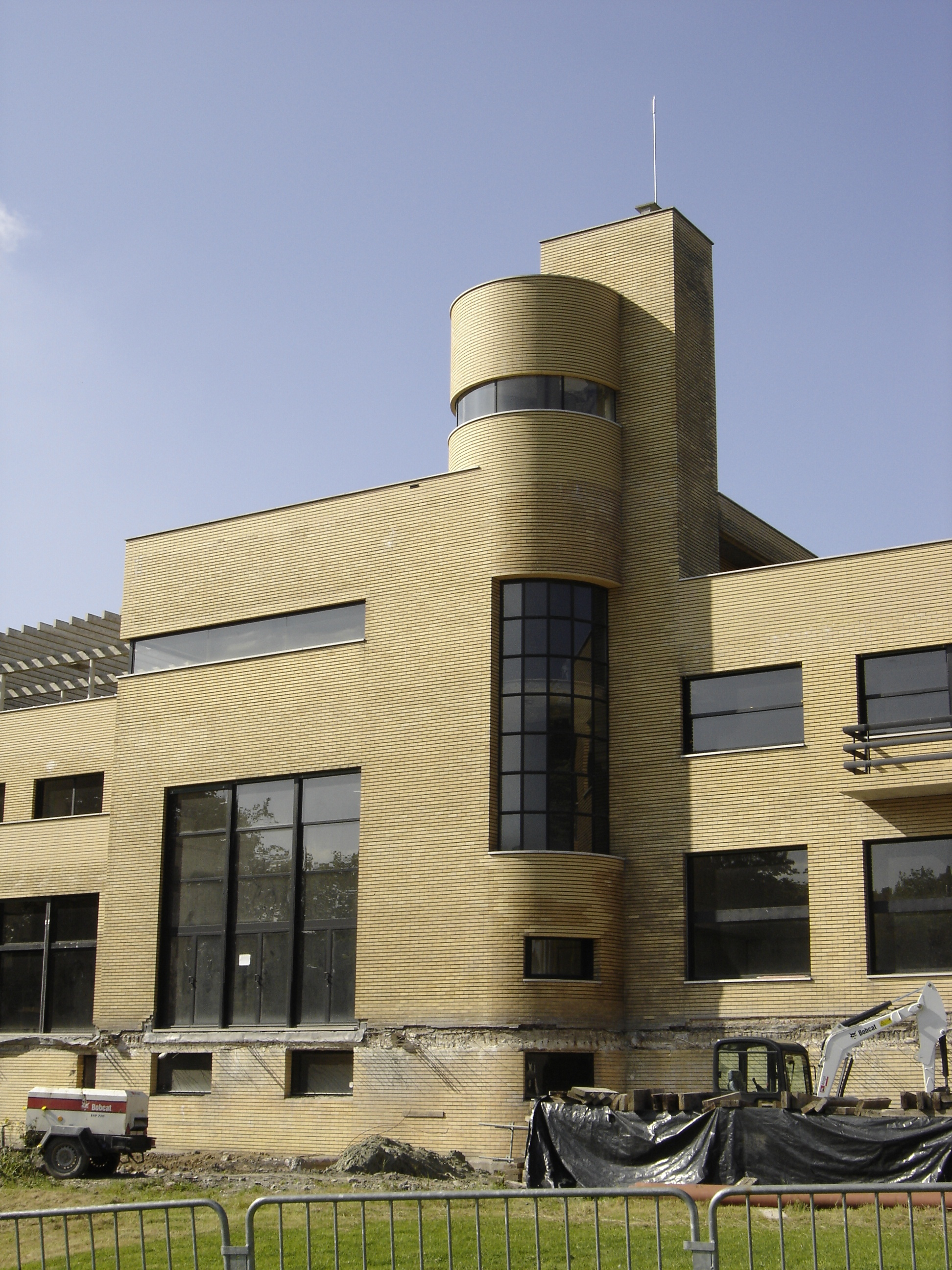
Achtertuin met belvedère-toren
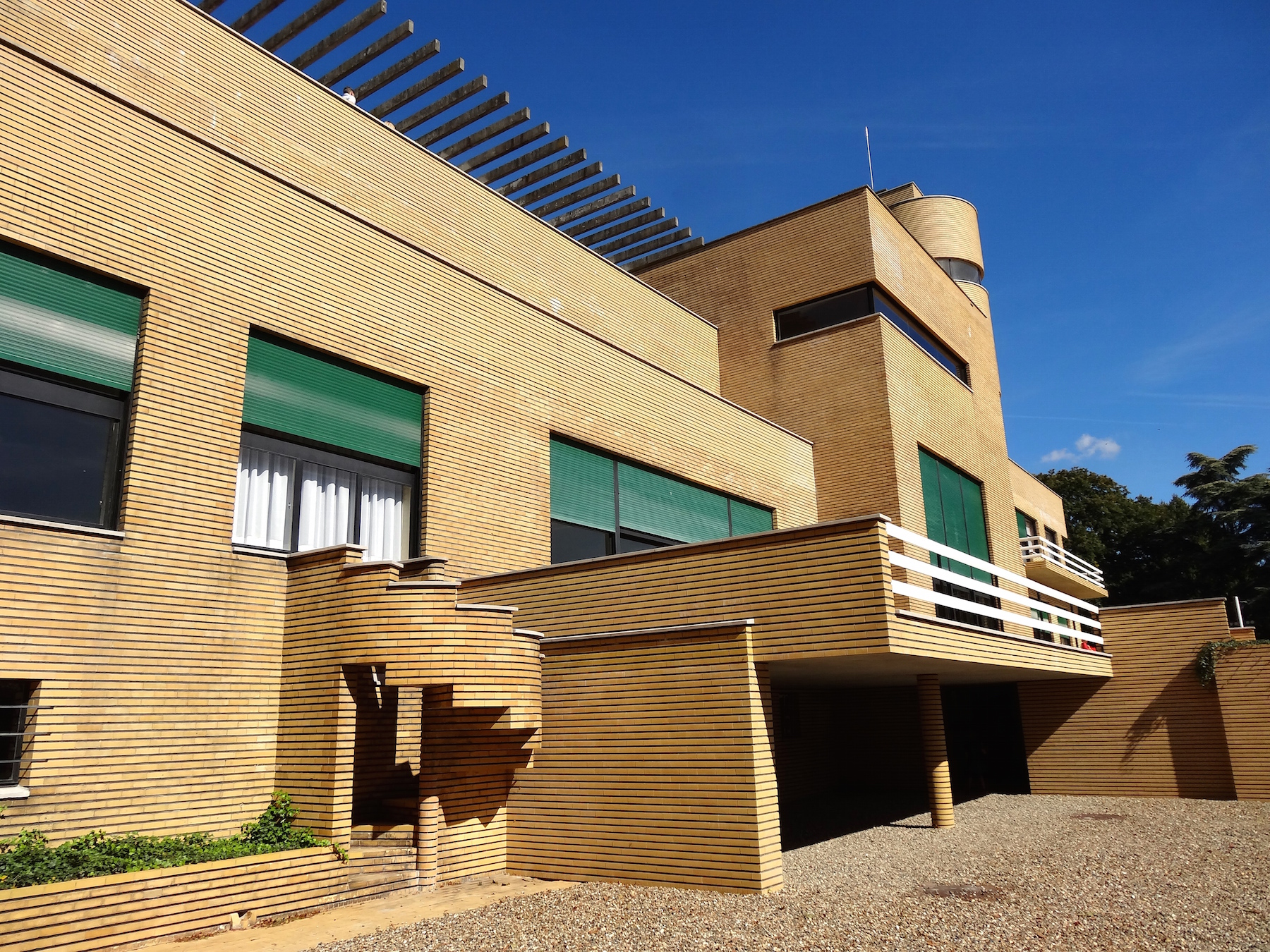
Zuidgevel van de villa
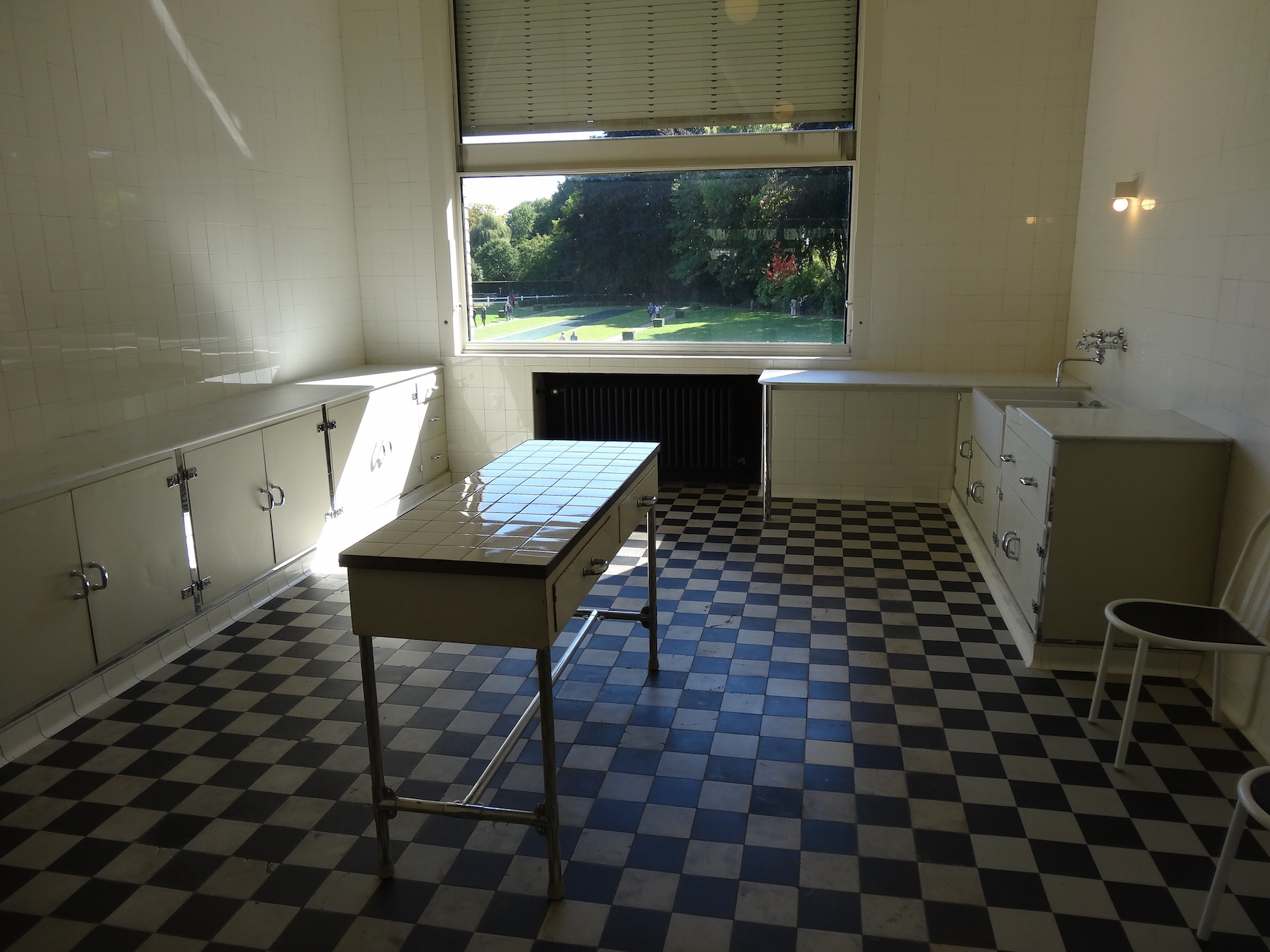
Keuken met zicht op het park
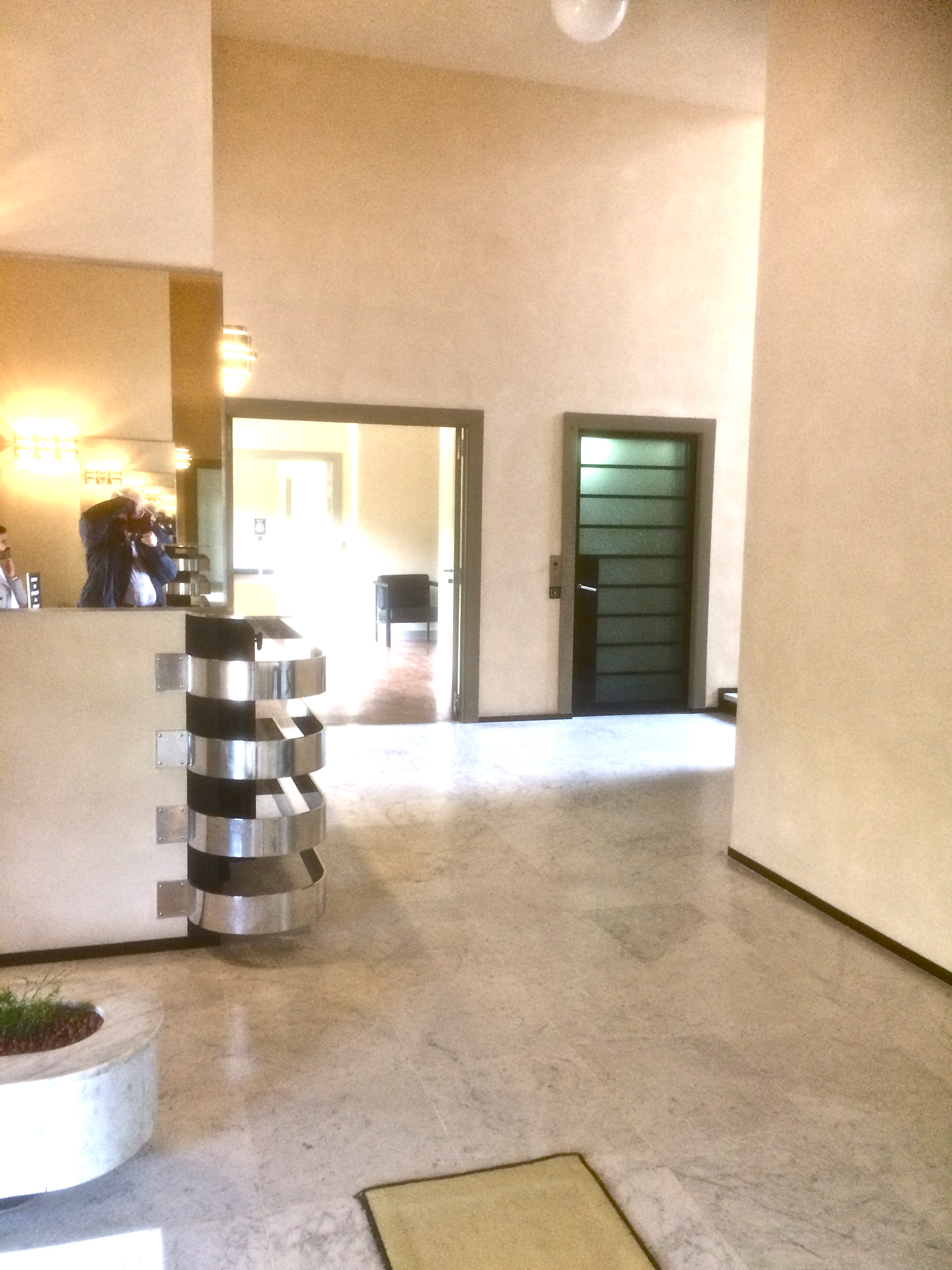
Toegang tot villa Cavrois
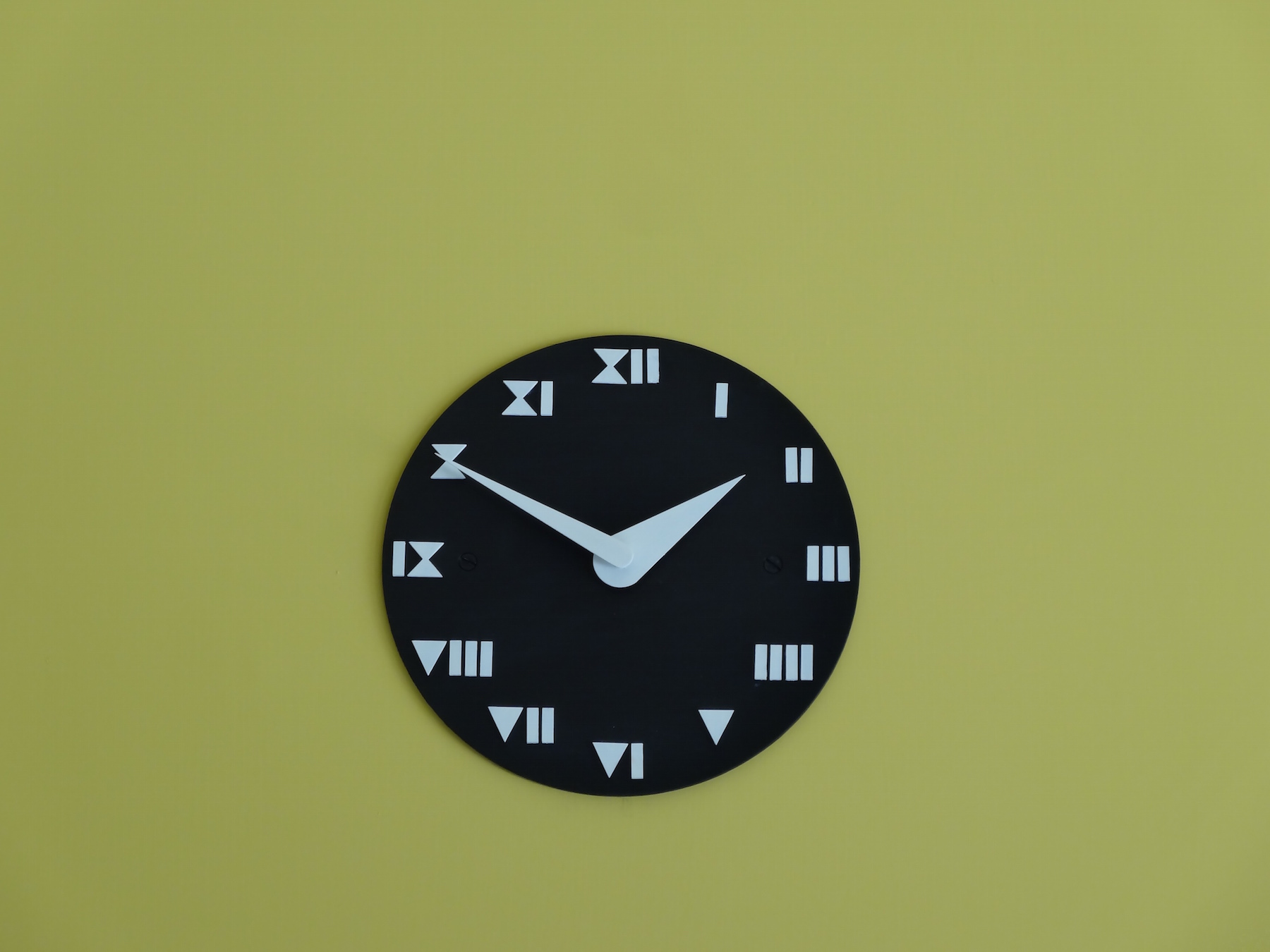
Wandklok in de kinderkamer
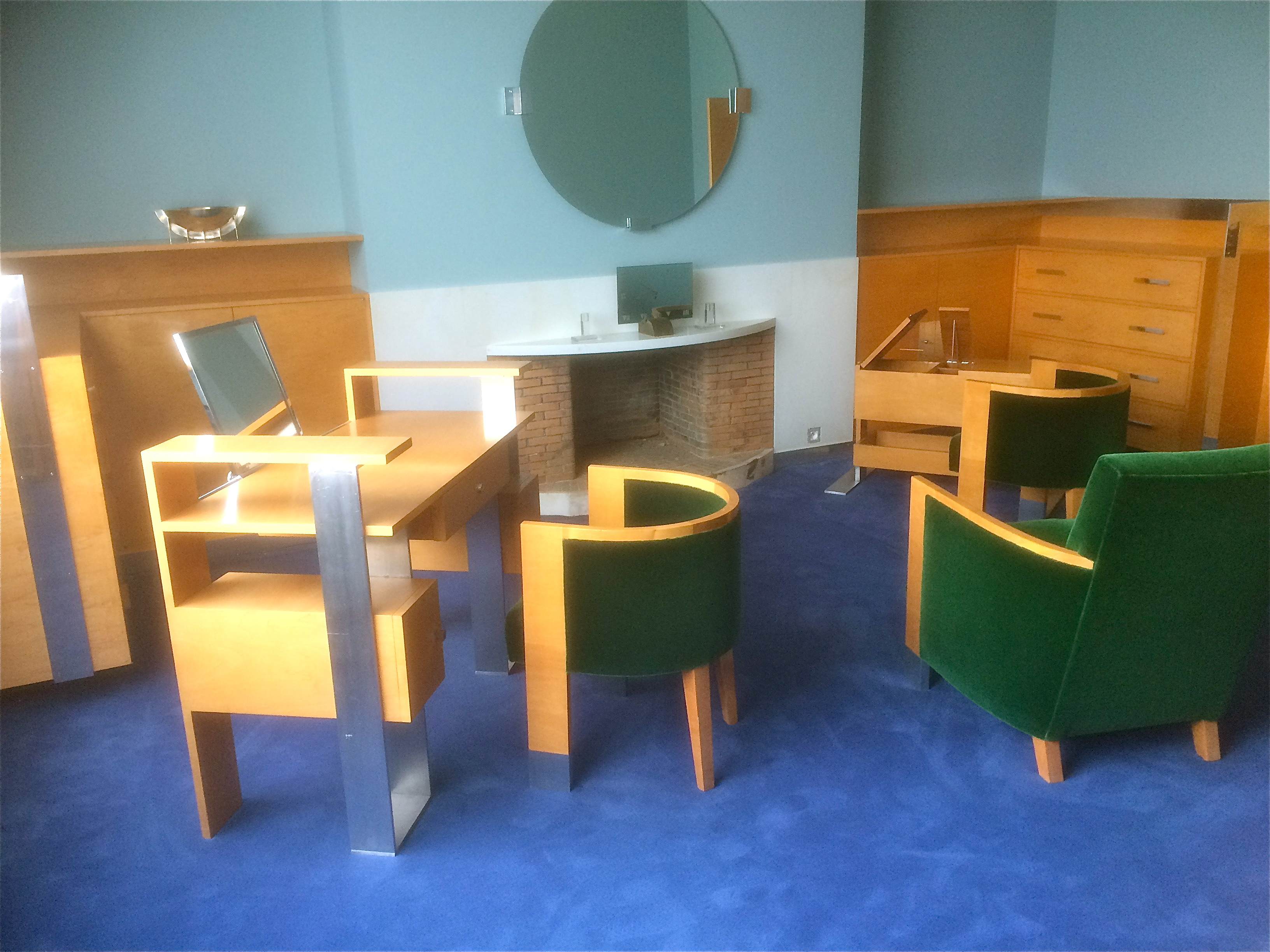
Zitkamer
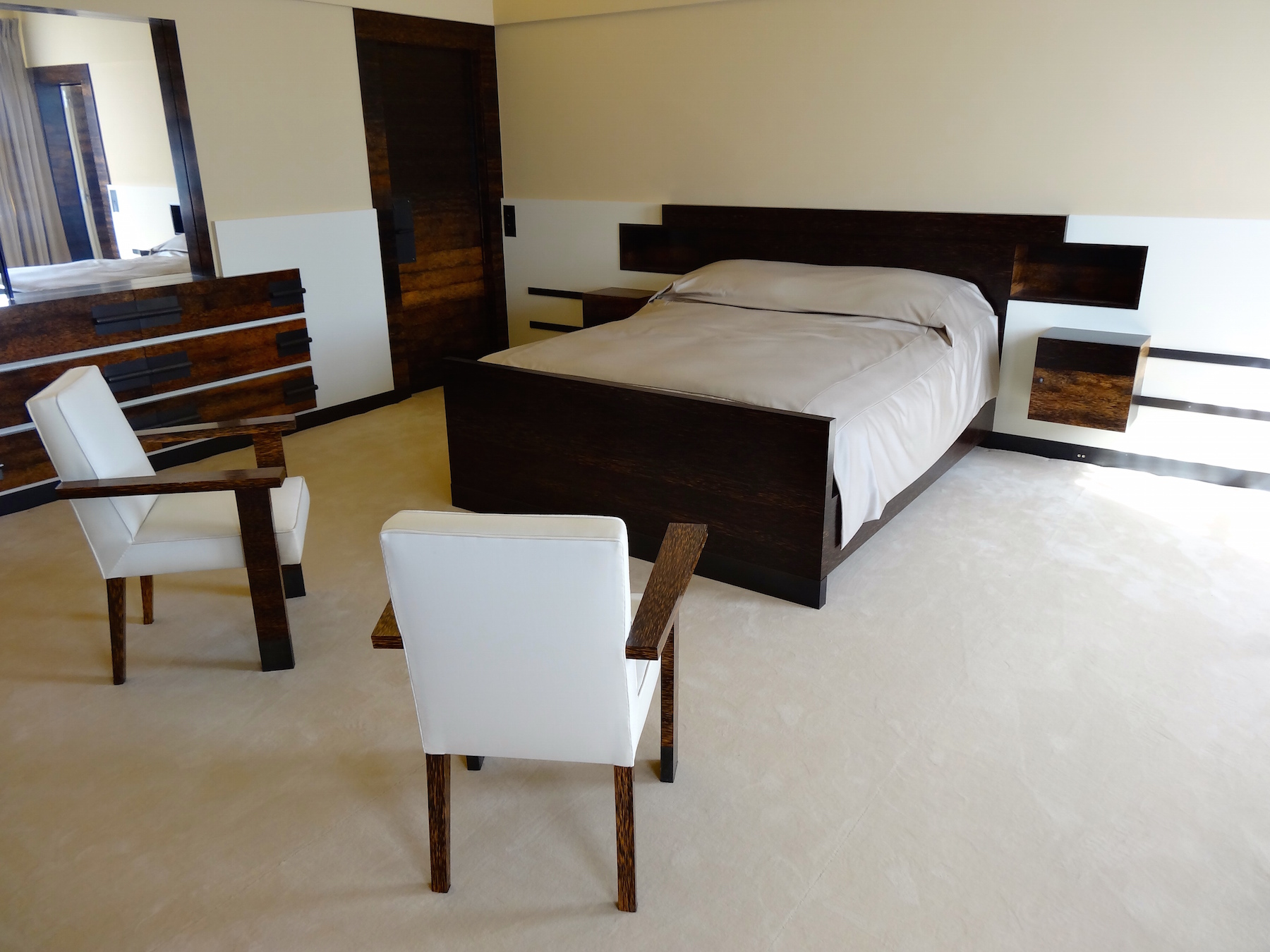
Grote Slaapkamer van de ouders
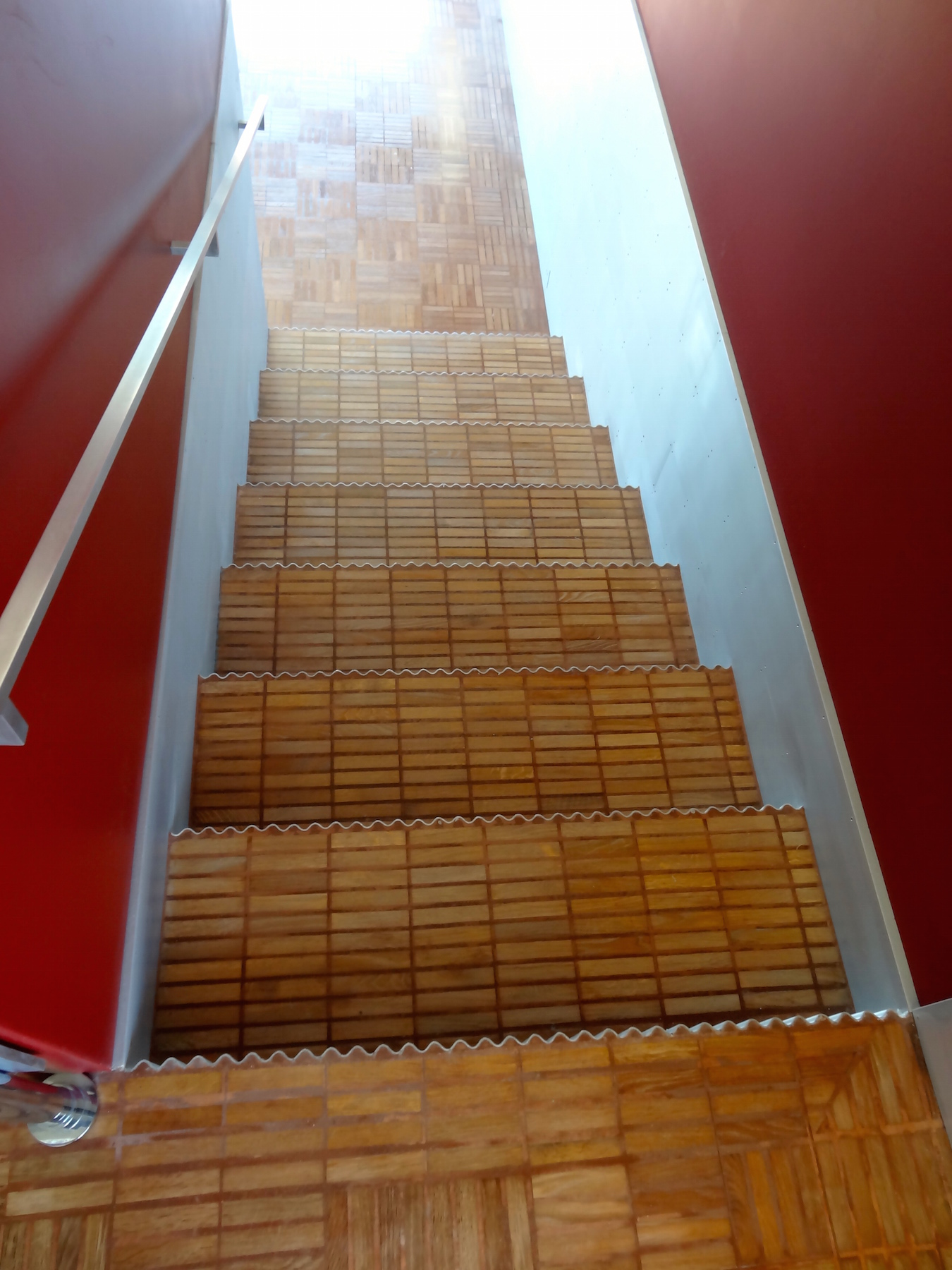
Trappen naar de speelkamer
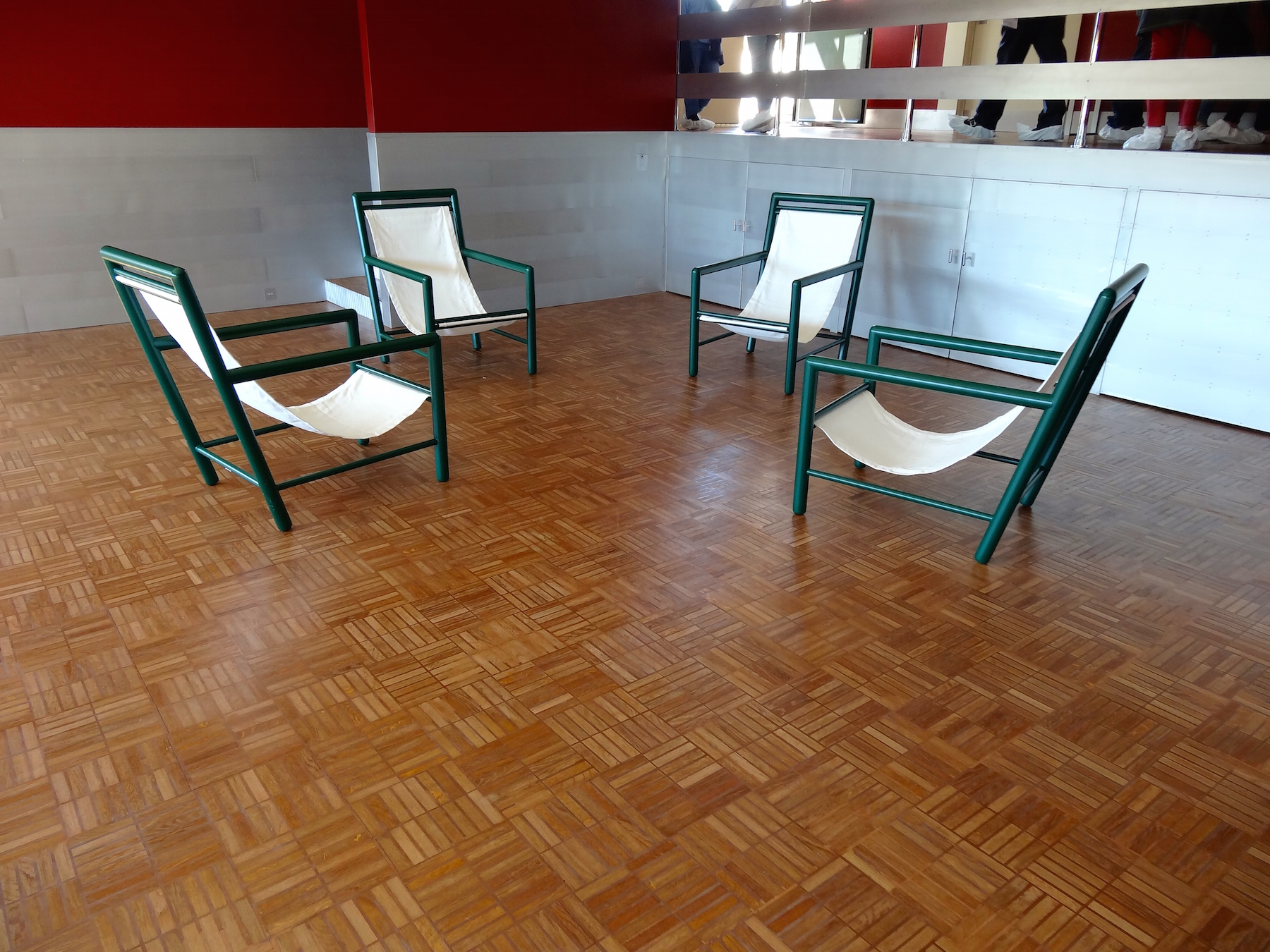
Eiken vloermozaïek in de speelkamer
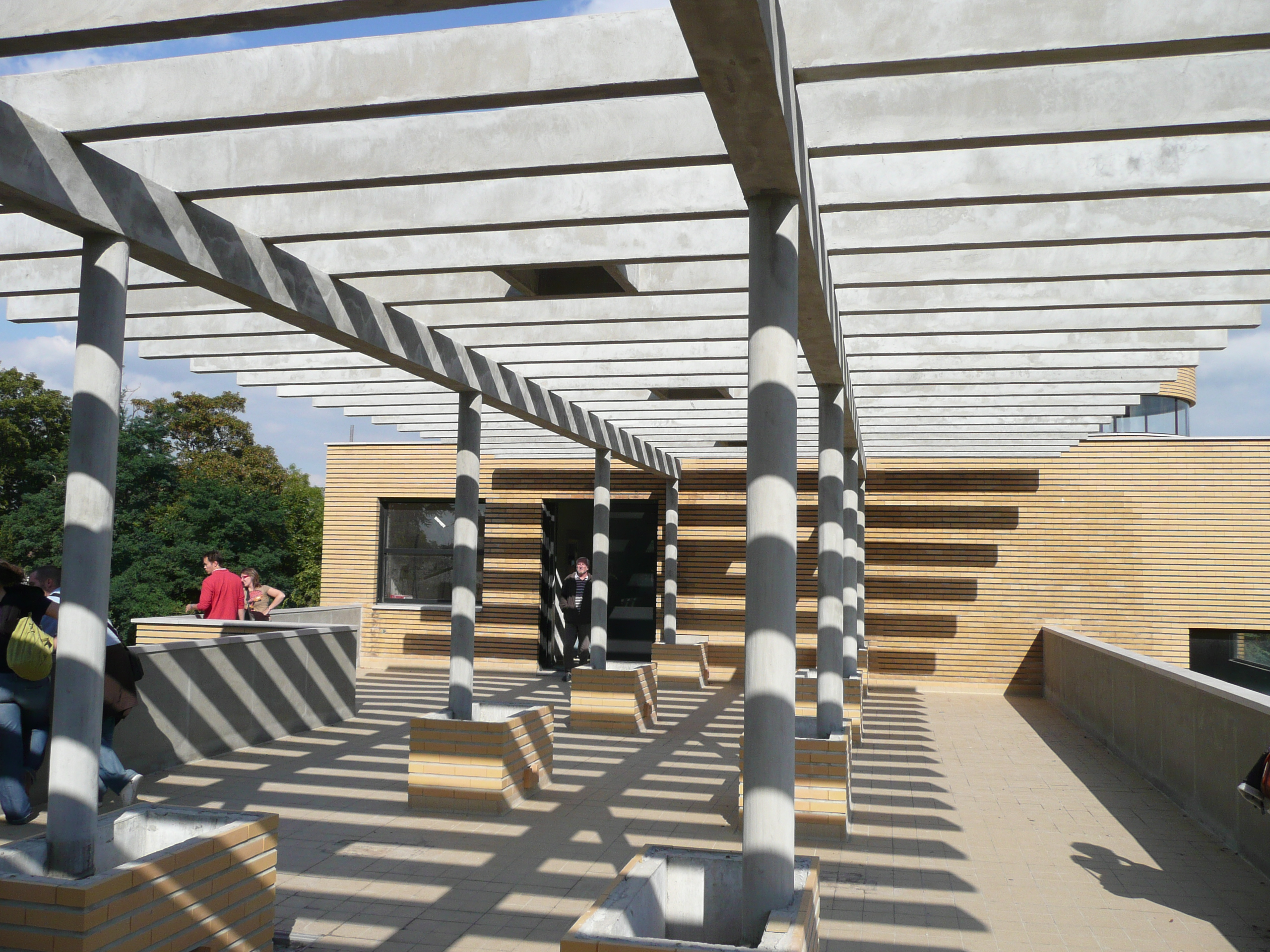
Villa Cavrois
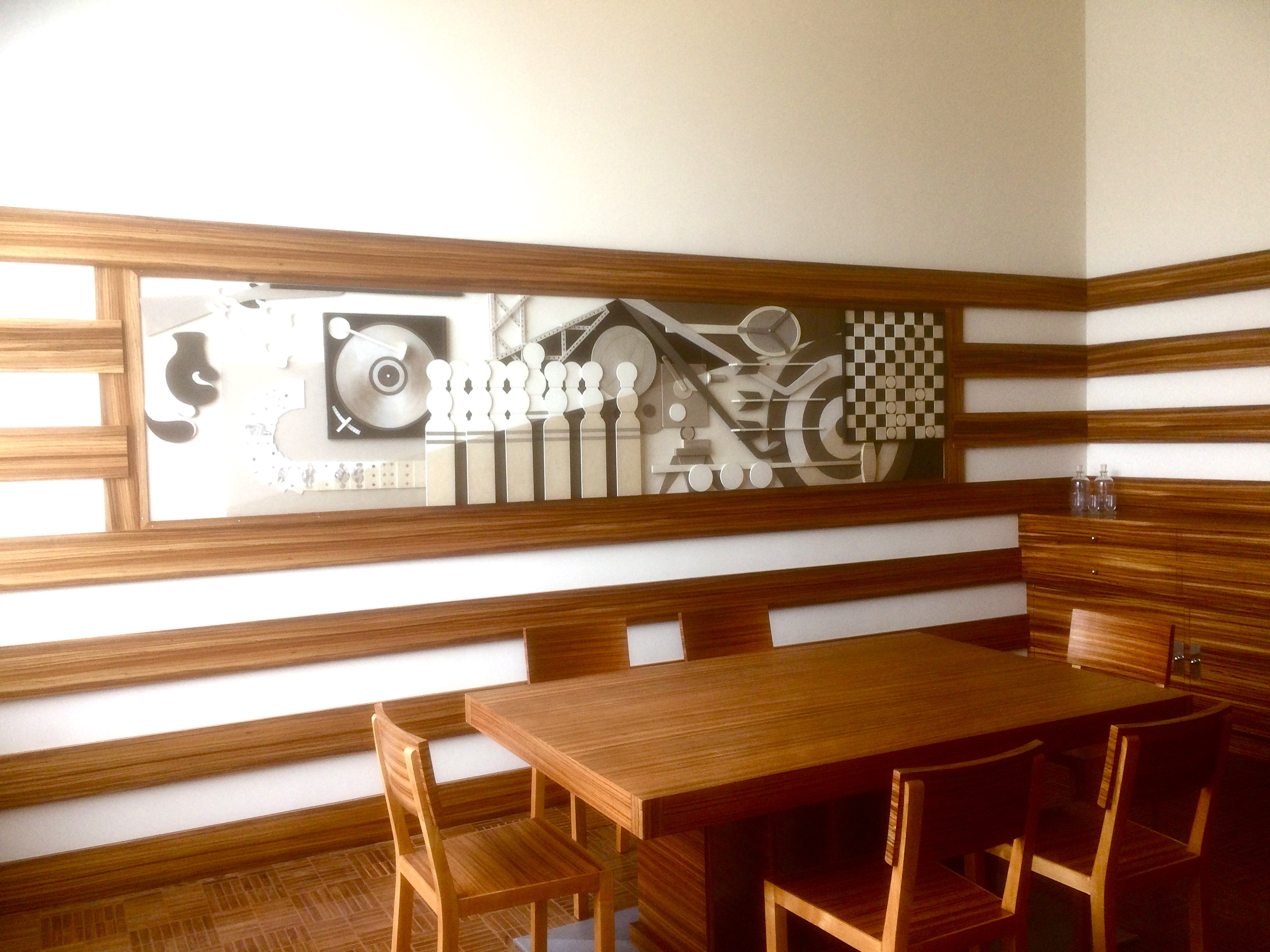
Villa Cavrois